# Nelly Corradi
Nelly Corradi (née à Parme le 16 décembre 1914 et morte à Rome le 16 avril 1968) est une chanteuse d'opéra et actrice italienne. Elle a fait ses débuts à l'écran dans le film de 1934 de Max Ophuls, La Dame de tout le monde. 

## Biographie
Nelly Corradi, née à Parme en 1914, suit une formation de soprano lyrique au conservatoire de sa ville natale et fait ses débuts sur scène en tant que chanteuse. En 1934, elle est engagée par Max Ophüls pour son film La signora di tutti, dans lequel elle incarne la sœur beaucoup plus jeune d'Isa Miranda. Nelly Corradi, jeune femme séduisante et photogénique est désormais active dans deux genres, le cinéma et l'opéra. Dans la seconde moitié des années 1930 et la décennie suivante, elle apparaît dans plusieurs œuvres cinématographiques, souvent mises en scène par son mari Marco Elter, parmi lesquelles Le scarpe al sole (1935), dans laquelle elle interprète avec empathie et mesure le rôle d'une épouse de guerre inquiète pour son mari. Parallèlement, elle apparaît dans de nombreux opéras et donne des soirées concerts en Italie et en Europe.
Après la Seconde Guerre mondiale, toujours active sur scène et parfois aussi dans des opérettes, Nelly Corradi, devenue veuve, apparaît dans des films mettant en scène des œuvres d'opéra, où elle a été doublée deux fois (par Onelia Fineschi dans La leggenda di Faust en 1948 et Caterina Mancini dans La forza del destino en 1949. Aux débuts de la télévision italienne, en novembre 1954 elle participe à une émission diffusée par Mario Landi. Peu de temps après, elle met fin à sa carrière.
Dans le quartier Corcagnano de Parme, la Piazza Nelli Corrado lui est dédiée.

## Filmographie partielle
- 1934 : La Dame de tout le monde
- 1935 : Le scarpe al sole
- 1937 : Il Torrente
- 1940 : La zia smemorata
- 1942 : Phares dans le brouillard
- 1946 : Lucia di Lammermoor
- 1947 : Le Barbier de Séville
- 1947 : L'elisir d'amore
- 1947 : La Dame aux camélias
- 1949 : La Légende de Faust
- 1950 : La Force du destin
- 1950 : Le Comte de Saint Elme
- 1953 : Puccini
- 1954 : La Maison du souvenir